# (2092) Sumiana
(2092) Sumiana es un asteroide perteneciente al cinturón de asteroides, descubierto el 16 de octubre de 1969 por la astrónoma soviética Liudmila Chernyj desde el Observatorio Astrofísico de Crimea (República de Crimea, Rusia). Forma parte de la familia asteroidal de Coronis

## Designación y nombre
Designado provisionalmente como 1969 UP. Fue nombrado en homenaje a la ciudad Sumy (Ucrania).